# Никарагуанская академия языка
Никарагуанская академия языка (исп. Academia Nicaragüense de la Lengua) — некоммерческая культурная ассоциация Никарагуа, миссия которой заключается в сохранении и развитии испанского языка и других языков народов страны. Основана в Манагуа 8 августа 1928 года, входит в Ассоциацию академий испанского языка, поддерживает связи с испаноязычными лингвистическими ассоциациями в других странах мира.
В состав Академии входят эксперты в таких областях знаний, как филология, лингвистика, литературоведение, история, когнитивные науки, а также признанные писатели.

## История
Никарагуанская академия языка была создана в Манагуа 8 августа 1928 года указом президента Адольфо Диаса. Основателями Академии были семь местных интеллектуалов во главе с политиком, спикером и юристом Карлосом Куадрой Пасосом. В числе основателей были монсеньор Хосе Антонио Лескано-и-Ортега — архиепископ Манагуа и фольклорист, Мануэль Мальдонадо — поэт и оратор; Педро Хоакин Чаморро Селайя — юрист, историк и журналист, Альфонсо Айон — филолог, Луис Х. Дебайль — поэт и писатель и Франсиско Паниагуа, писатель.
На гербе Академии помещено стилизованное изображение встречи между испанским конкистадором Гонсалесом Давилой и никарагуанским тлатоани, состоявшейся 15 апреля 1523 года, которое символизирует диалог между двумя культурами, от слияния которых сформировалась никарагуанская национальная идентичность. Вдоль окружности герба начертан девиз Академии — слова поэта Рубена Дарио из стихотворения «Приветствие оптимиста»: «В духе единства — в духе, стремлении и языке» (исп. En espíritu unidos, en espíritu y ansias y lengua).
Академия периодически проводит сессии, в которых участвуют все её члены, в перерывах между сессиями Академией руководит Исполнительный совет (исп. Junta Directiva). Академия регулярно издаёт акты в рамках своей компетенции, активно участвует в проектах Ассоциации академий испанского языка, международных конгрессах и симпозиумах соответствующей тематики.
Академия участвовала через соответствующие комиссии в различных паниспанских проектах, прежде всего в издании испаноязычных словарей, таких как Diccionario panhispánico de dudas, la Nueva gramática de la lengua española, el Diccionario de americanismos, el Diccionario de la lengua española, la Ortografía de la lengua española и el Diccionario del estudiante. В Никарагуа Академия издала Словарь использования испанского языка Никарагуа (исп. Diccionario de uso del español de Nicaragua, 2005), а также Словарь испанского языка Никарагуа (исп. Diccionario del español de Nicaragua2007), основанный на никарагуанской компоненте Академического словаря. С этой работой нынешнего директора можно ознакомиться онлайн на сайте Академии.
История публикаций академии делится на три этапа. Первый этап связан с именем Педро Хоакина Чаморро Селайя (1891—1952), который был редактором бюллетеня Lengua (1940—1951); на втором этапе публикации организовывал Пабло Антонио Куадра, редактор издания Ediciones Lengua; с 1995 года издательскую деятельность ведут Хорхе Эдуардо Арельяно и Франсиско Арельяно Овьедо (второй из них был директором Академии с 2011 по 2021 годы), начиная с Boletín Lengua n.º 9. Впоследствии стали публиковаться другие издания серии Ediciones Lengua. Так, были опубликованы девять тематический серий: Критика и эссе, Природа, Дань уважения, Дискурсы, Лексикография и лингвистика, серия о творчестве Рубена Дарио, Творчество (поэзия, проза, драматургия), Корни и Биографии.
В январе 2016 года представители девяти латиноамериканских академий испанского языка провели в Никарагуа празднование 100-летия со дня рождения поэта Рубена Дарио. В апреле директор Никарагуанской академии Франсиско Арельяно и генеральный секретарь ассоциации академий испанского языка Франсиско Хавьер Перес представили в Манагуа юбилейное издание Рубена Дарио «От символа к реальности».

## Члены академии в порядке избрания
- Энрике Пенья-Эрнандес
- Эдуардо Сепеда-Энрикес
- Фелипе Родригес Серрано
- Фернандо Сильва Эспиноса
- Гильермо Ротшух Таблада
- Карлос Мантика Абаунса
- Хорхе Эдуардо Арельяно Сандино
- Эмилио Альварес Монтальван
- Франсиско Арельяно Овьедо
- Карлос Тюннерманн Бернхайм
- Роджер Матус Ласо
- Карлос Алеман Окампо
- Педро Ксавьер Солис Куадра
- Росарио Фиалос де Агилар
- Хулио Валье-Кастильо
- Алехандро Серрано Кальдера
- Серхио Рамирес Меркадо
- Ана Ильче Гомес Ортега
- Изольда Родригес Росалес
- Глория Елена Эспиноса де Терсеро
- Эрик Агирре Арагон
- Мария Ауксилиадора Росалес Солис
- Луис Армандо Роча Уртечо

## Состав руководства Академии
- Франсиско Хосе Арельяно Овьедо, директор
- Педро Ксавьер Солис Куадра[исп.], вице-президент
- Мария Ауксилиадора Росалес Солис, секретарь
- Хильда Мария Бальтодано Рейес, заместитель секретаря
- Глория Елена Эспиноса де Терсеро, казначей
- Роджер Матус Ласо[исп.], библиотекарь.